# بیمارستان ۵۸۰ ارتش دزفول
بیمارستان ۵۸۰ ارتش واقع در استان خوزستان، شهرستان دزفول بیمارستانی است نظامی وابسته به ارتش جمهوری اسلامی ایران با ۳۰ تخت ثابت که در سال - خورشیدی تأسیس گردید.
هم اکنون این بیمارستان دارای بخش‌های اورژانس،  داخلی،  جراحی عمومی، اتاق عمل و واحدهای پاراکلینیک و درمانگاهی می‌باشد.